# Opera Hedeland
Opera Hedeland er et amfiteater og Danmarks største permanente udendørsscene. Den ligger i naturområdet Hedeland Naturpark mellem Hedehusene og Roskilde. De to første weekender i august danner det rammen om store professionelle operaproduktioner på højt niveau. Teatret rummer en 800 m² stor cirkelformet scene og publikumskapaciteten er på ca. 3000 siddepladser. Når den cirkelformede scene bruges til publikumspladser, er der plads til op mod 4200. Amfiteatret blev indviet i 1996 med åbningskoncert dirigeret af Zubin Mehta i forbindelse med Kulturbyåret København 1996. Gæstespil mellem 1996 og 2001 med bl.a. Malmö Opera og Teatro La Fenice. 
Den selvejende institution Opera Hedeland oprettedes som egnsteater i 2001. Teatret har tre kommuner Høje-Taastrup, Greve og Roskilde som tilskudsydere (og før 2006 desuden Københavns og Roskilde amter) - sammen med Slots- og Kulturstyrelsen. I 2007 indviedes en hydraulisk orkestergrav finansieret af private fonde (A.P. Møller og hustru Chastines Fond til Almene Formaal, Velux Fonden & Oticon Fonden) og tilskudsyderne. 2007-produktionen af Carmen satte Berlingske som en af årets top 5-oplevelser. 2012-produktionen af Don Giovanni samt 2013-produktionen af Madame Butterfly blev begge Reumert-nomineret som "Årets opera". La Sonnambula blev af Copenhagen Culture udpeget som "Årets Opera" i 2016. Hvert år gæster mellem 7 og 10.000 opførelserne.
Fra 2019 opsætter Opera Hedeland desuden en Mini-version af årets opera på ca 50 min. varighed, opført i begyndelsen af august - i amfiteatret, stilet mod børn fra 4. klasse og opefter, som tilbydes skolerne i vores tre kommuner. Fra 2020 (covid-året) udviklede Opera Hedeland et filmet, digitalt operaformat af ca. 50 min. varighed baseret på versioner af kendte operatitler: i 2020 "Susanna & Figaros bryllup" efter Mozarts "Figaros Bryllup" filmet i Riddersalen på Roskilde kloster; i 2021 Purcell´s "Fairy Queen" med Concerto Copenhagen som orkester, filmet i haven og orangeriet på Gisselfeld kloster; i 2022 Heises "Drot og Marsk" med musikere fra det kgl. kapel, filmet på Spøttrup borg ved Limfjorden og i 2023 Mozarts "Tryllefløjten" filmet i det nyopførte Børnekulturhus i Høje-Taastrup kommune. Opera-filmene streames gratis til skoler i Danmark. 

## Produktioner
- 2025 Figaros Bryllup, premiere 8. august, opførelser 15. og 16. august kl. 20. (iscenesat af Freja Friberg Lyme, dirigent Nathanaël Iselin scenografi og kostumedesign Eilev Skinnarmo med Opera Hedelands Festivalorkester. Solister: Simon Duus (Figaro), Ionah Spungin (Greven), Clara Cecilie Thomsen (Susanna), Louise McClelland (Grevinden), Sidsel Eriksen (Cherubino), Andrea Pellegrini (Marcellina), Nicolai Elsberg (Bartolo), Christian Damsgaard Madsen (Basilio/Don Curzio), Mikkel Frees Steensen (Antonio).
- Mini-Figaro, versioneret 55 min. udgave opført 13. august kl. 11-12. Instruktør og versionering: Freja Friberg Lyme, musikalsk versionering: Nathanaël Iselin. Samme cast, orkester, som hovedproduktionen.
- 2024 Pigen fra Vesten, premiere 9. august, opførelser 16. og 17. august kl. 20. (iscenesat af Rodula Gaitanou, dirigent Carlo Goldstein, scenografi og lys: Simon Corder, kostumer: Gøje Rostrup, kormester: Filipe Carvalheiro) med Opera Hedelands Festivalorkester og -kor. Solister: Ksenia Bakhridtinova (Minnie), Lars Fosser (Jack Rance), James Lee (Dick Johnson), Jens Christian Tvilum (Nick), Steffen Bruun Rørvig (Ashby), Simon Duus (Sonora), Fabian Düberg (Trin), Frederik Rolin (Sid), Leif Jone Ølberg (Bello), Jonathan Keiding (Harry), Per Jellum (Joe), William Pedersen (Happy), Albin Ahl (Larkens), Gustav Johansson (Billy Jackrabbit), Kirsten Voss (Wowkle), Lucas Bruun de Neergaard (Jake Wallace), Giacomo Schmidt (José Castro).
- Mini-Pigen fra Vesten, versioneret 55 min. udgave opført 13. august kl. 11-12. Instruktør og versionering: Dina Fie Lorentzen. Samme cast, kor og orkester som hovedproduktionen.
- 2023 Askepot, premiere 5. august, opførelser 11. og 12. august kl. 20. (iscenesat og visuelt koncept af Freja Friberg Lyme, dirigent Nathanaël Iselin, kormester Filipe Carvalheiro, kostumer Marie Due Jørgensen) med Opera Hedelands Festivalorkester og -kor. Francise Vis (Angelina), Conny Thimander (Don Ramiro), Test Kanstruo (Dandini), Nadas Girininkas (Don Magnifico), Sophie Haagen (Tisse), Johanna Nylund (Clorinde), Simonas Stradas (Alidoro).
- 2023 Tryllefløjten, premiere (fysisk): 8. november, streames 13. december kl. 10 (streames via Vimeo, Facebook, og Youtube). Instruktør/koncept: Freja Friberg Lyme, dirigent/koncept: Lars Ulrik Mortensen. Orkester: Concerto Copenhagen, kostumer: Marie Due Jørgensen. Solister: Nicolai Elsberg (Sarastro), Signe Sneh (Nattens dronning), Marlene Metzger (Pamina), Ian Bjørsvik (Tamino), Sidsel Eriksen (Papagena), William Pedersen (Papageno), Joanthan Keiding (Monostatos). Kostumer: Marie Due. Filmteam: Jakob Ohrt, Carl Marrot, Émile Sadria. Lydmastering: Preben Iwan, lyddesign: Mette Due. Filmet i Børnekulturhuset, Høje-Taastrup kommune. Co-produktion med Operaen i Midten.
- 2022 Aida, premiere 5. august, opførelser 12. og 13. august alle dage kl. 20. (iscenesat af Rodula Gaitanou, dirigent Carlo Goldstein, scenograf og lys: Simon Corder, kormester: Filipe Carvalheiro, kostumer: Gøje Rostrup). Cast: Yana Klein (Aida); Ketil Støa (Radames); Andrea Pellegrini (Amneris); Tadas Girininkas (Ramphis); Lars Fosser (Amonasro); kongen af Ægypten: Steffen Bruun m.fl. - Opera Hedelands festivalorkester og -kor.
- 2022 Drot og Marsk, premiere 14. december (streaming via Vimeo, Facebook og Youtube s.m. fysisk opførelse samme dag på Taastrup Teater. Instruktør: Freja Friberg Lyme, dirigent Nathanaël Iselin. Orkester: Opera Hedeland Festivalorkester (33 musikere). Kostumer: Marie Due Jørgensen. Solister: Sofie Elkjær Jensen, Melissa Baug, Jens Christian Tvilum, Lars Fosser, Jonathan von Schwanenflügel. Tonemester: Jonas Munch-Hansen. .Filmteam: Jakob Ohrt (Itilrettelægger, redigering), Carl Marott (kamera 1), Émile Sadria (kamera II). Filmet på Spøttrup borg (Museum Salling). Co-produktion med Opera i Midten
- 2021 Rigoletto, premiere 6. august, opførelser 13. og 14. august alle dage kl. 20. (iscenesat af Tobias Theorell, dirigent Henrik Schaefer, scenografi og kostumer Magdalena Åberg, kormester, Filipe Carvalheiro. Cast:  Fredrik Zetterström (Rigoletto),  Peter Lodahl (Duca), Marie Heeschen (Gilda), Rune Brattaberg (Sparafucile), Ingeborg Børch (Maddalena) m.fl.). 3 opførelser. Orkester: Opera Hedelands Festivalorkester og -kor.
- 2021 Fairy Queen, premiere (streaming via Vimeo, Facebook og YouTube ) medio december 2021. Instruktør: Freja Friberg Lyme, musikalsk ledelse: Lars Ulrik Mortensen, kostumer: Marie Due Jørgensen. Orkester: Concerto Copenhagen. Filmteam: Jakob Ohrt (tilrettelægger, kamera I, redigering), Carl Marott (kamera II) og Mohamed Al-Amin Zouiten (kamera III). Lyddesign og mastering: Preben Iwan.  Optaget på Gisselfeld kloster - Paradehuset + haven.
- 2020 Susanna og Figaros bryllup (versionering af Mozart og da Pontes Figaros Bryllup). Streamet 6. november 2020 kl. 10-11 via YouTube, Facebook og Vimeo. Versioneret og iscenesat af Freja Friberg Lyme, dirigent og musikalsk bearbejdning Bo Asger Kristensen. Syv solister, en dreng samt ni musikere. Optaget i Riddersalen på Roskilde kloster. Filmteam: Jakob Ohrt (tilrettelægger, redigering (kamera I), Émile Sadria (kamera II), Carl Marott (kamera III). Lyddesign: Claus Pedersen.
- 2020 Rigoletto, premiere 7. august, opførelser 14. og 15. august kl. 20 (iscenesat af Tobias Theorell, dirigent Henrik Schaefer) med Hedelands Festival Orkester og dansk-skandinavisk cast. Produktionen er grundet corona udsat til 2021 (6., 13. og 14. august 2021 kl. 20).
- 2019 Carmen, premiere 9. august, opførelser 16. og 17. august kl. 20 (iscenesat af Runar Hodne, dirigent Christian Kluxen) med Hedeland Festival Orkester og et dansk cast.
- 2018 Lucia di Lammermoor, premiere 4. august, opførelser 10. og 11. august kl. 20 (iscenesat af Rodula Gaitanou, dirigent Martin Nagashima Toft) med Collegium Musicum og et dansk-skandinavisk cast (3 opførelser). Nomineret som årets opera af Cph Culture.
- 2017 La Bohème, premiere 11. august, opførelser 18. og 19. august kl. 20 (iscenesat af Lars Rudolfsson, dirigent Henrik Schaefer) med Collegium Musicum og et dansk-skandinavisk cast (3 opførelser). Nomineret som årets opera af Cph Culture.
- 2016 La sonnambula (iscenesat af Runar Hodne, dirigent Martin Nagashima Toft) med Collegium Musicum og et dansk-internationalt cast (3 opførelser). Udpeget af "Årets Opera 2016" af "Cph Culture".
- 2015 Così fan tutte - de elskendes skole (iscenesat af Tobias Theorell, dirigent Henrik Schaefer) med Collegium Musicum og et dansk cast (3 opførelser)
- 2014 Trubaduren (iscenesat af Wang Xiaoying (China National Theatre), dirigent Martin Nagashima Toft) med Collegium Musicum og et dansk-internationalt cast (3 opførelser)
- 2013 Madame Butterfly (iscenesat af Tobias Theorell, dirigent Alexander Polianischko) med Collegium Musicum og et dansk-nordisk-internationalt cast (3 opførelser)
- 2012 Don Giovanni (iscenesat af Lars Rudolfsson, dirigent Henrik Schaefer) med Värmlands Sinfoniettaen og et dansk-nordisk cast (3 opførelser)
- 2011 La traviata (iscenesat af Vibeke Wrede, dirigent Erik C. Nielsen) med Collegium Musicum og et nordisk solistcast (3 opførelser)
- 2010 Norma (iscenesat af Staffan Valdemar Holm, dirigent Brad Cohen) med DR Underholdningsorkestret og et internationalt solistcast (3 opførelser).
- 2009 Tryllefløjten (iscenesat af Lars Rudolfsson, dirigent Henrik Schäfer) med Värmlands Sinfoniettaen og et skandinavisk-internationalt solistcast (3 opførelser)
- 2008 Turandot (iscenesat af Hilde Andersen, dirigent Alexander Polianischko) med Odense Symfoniorkester og et skandinavisk-international solistcast (4 opførelser)
- 2007 Carmen (iscenesat af Lars Rudolfsson, dirigent Giordano Bellincampi) med Malmö operaorkester samt et skandinavisk-internationalt solistcast (4 opførelser)
- 2006 Nabucco (iscenesat af Vibeke Wrede, dirigent Giordano Bellincampi) med Malmö Operaorkester og Malmö Operakor samt et skandinavisk-internationalt solistcast (3 opførelser)
- 2005 Tosca (iscenesat af Elisabeth Linton, dirigent Alberto Hold-Garrido) med Sjællands Symfoniorkester og et dansk-svensk soliscast (3 opførelser)
- 2004 Carmina Burana (iscenesat af Henrik Sartou, dirigent Michael Bojesen) med Malmø Symfoniorkester, Kor 72 og Gert Henning-Jensen, Palle Knudsen, Gisela Stille. (1 opførelse)
- 2003 Den flyvende hollænder (gæstespil af Savonlinna Operafestival) (1 opførelse)
- 2002 Rigoletto (gæstespil af Savonlinna Operafestival) (1 opførelse)

Teatret blev 2001-2003 ledet af Per Erik Veng og Martin Tulinius. Siden oktober 2003 har dramaturg Claus Lynge været operachef.